# Heteronyx unicolor
Heteronyx unicolor är en skalbaggsart som beskrevs av Blanchard 1850. Heteronyx unicolor ingår i släktet Heteronyx och familjen Melolonthidae. Inga underarter finns listade i Catalogue of Life.